# مشاع عباس ذوالفقاري (اسماعيلي كرمان)
مشاع عباس ذوالفقاري (بالفارسية: مشاع عباس ذوالفقاری) هي منطقة سكنية تقع في إيران في منطقة إسماعيلي. يقدر عدد سكانها بـ 0 نسمة بحسب إحصاء 2016.